# Cử tạ tại Thế vận hội Người khuyết tật Mùa hè 2016 – 49 kg Nam
Nội dung cử tạ 49 kg nam tại Thế vận hội Người khuyết tật Mùa hè 2016 được tổ chức vào ngày 9 tháng 9 năm Riocentro.

## Kỷ lục
Có hai mươi nội dung môn cử tạ, tương ứng với mười hạng cân cho nam và nữ. Các hạng cân đã được điều chỉnh đáng kể sau Thế vận hội 2012 nên hầu hết các hạng cân đều mới cho năm 2016. Theo đó, không có kỷ lục Paralympic nào có sẵn cho hạng cân này trước cuộc thi. Kỷ lục thế giới trước khi cuộc thi diễn ra như sau.
| Kỷ lục thể giới   | 182 kg | Lê Văn Công (VIE)     | Almaty, Kazakhstan    | 26 tháng 7 năm 2015   |
| Kỷ lục Paralympic | 170 kg | Tiêu chuẩn của kỉ lục | Tiêu chuẩn của kỉ lục | Tiêu chuẩn của kỉ lục |

1. ↑  Tiêu chuẩn của kỉ lục là một chuẩn được đặt ra cho các nội dung mới. Vận động viên phải đạt được thành tích từ chuẩn đó trở lên mới được công nhận là người lập kỉ lục.

## Kết quả
| Hạng | Tên                 | Cân nặng cơ thể (kg) | Lần cử (kg) | Lần cử (kg) | Lần cử (kg) | Lần cử (kg) | Kết quả (kg) |
| Hạng | Tên                 | Cân nặng cơ thể (kg) | 1           | 2           | 3           | 4           | Kết quả (kg) |
| ---- | ------------------- | -------------------- | ----------- | ----------- | ----------- | ----------- | ------------ |
| 1    | Lê Văn Công (VIE)   | 47.54                | 175.0       | 179.0       | 181.0       | 183.0 WR PR | 181.0        |
| 2    | Omar Qarada (JOR)   | 47.05                | 170.0       | 177.0       | 181.0       | –           | 177.0        |
| 3    | Nándor Tunkel (HUN) | 47.31                | 150.0       | 155.0       | 160.0       |             | 155.0        |
| 4    | Basha Farman (IND)  | 45.65                | 140.0       | 150.0       | 155.0       | –           | 140.0        |
| 5    | Hiroshi Miura (JPN) | 45.88                | 121.0       | 126.0       | 136.0       | –           | 126.0        |
| 6    | Pia (LAO)           | 45.81                | 121.0       | 125.0       | 126.0       | –           | 121.0        |
| -    | Aliou Bawa (TOG)    | 42.92                | 113.0       | 113.0       | 113.0       | –           | NMR          |
| -    | Choi Keunjin (KOR)  | 48.02                | 140.0       | 140.0       | 140.0       | –           | NMR          |
| -    | Patrick Ardon (FRA) | 48.26                | 146.0       | 151.0       | 151.0       | –           | NMR          |